# 种师闵
种师闵，宋代将领，宋靖康元年（1126年）8月，领军四万与完颜宗望指挥的金军交战于河北井陉，战败殉国。
种為其姓氏，正體字即為「种」，不可誤植為「種」。